# Transport medieval de cavalls

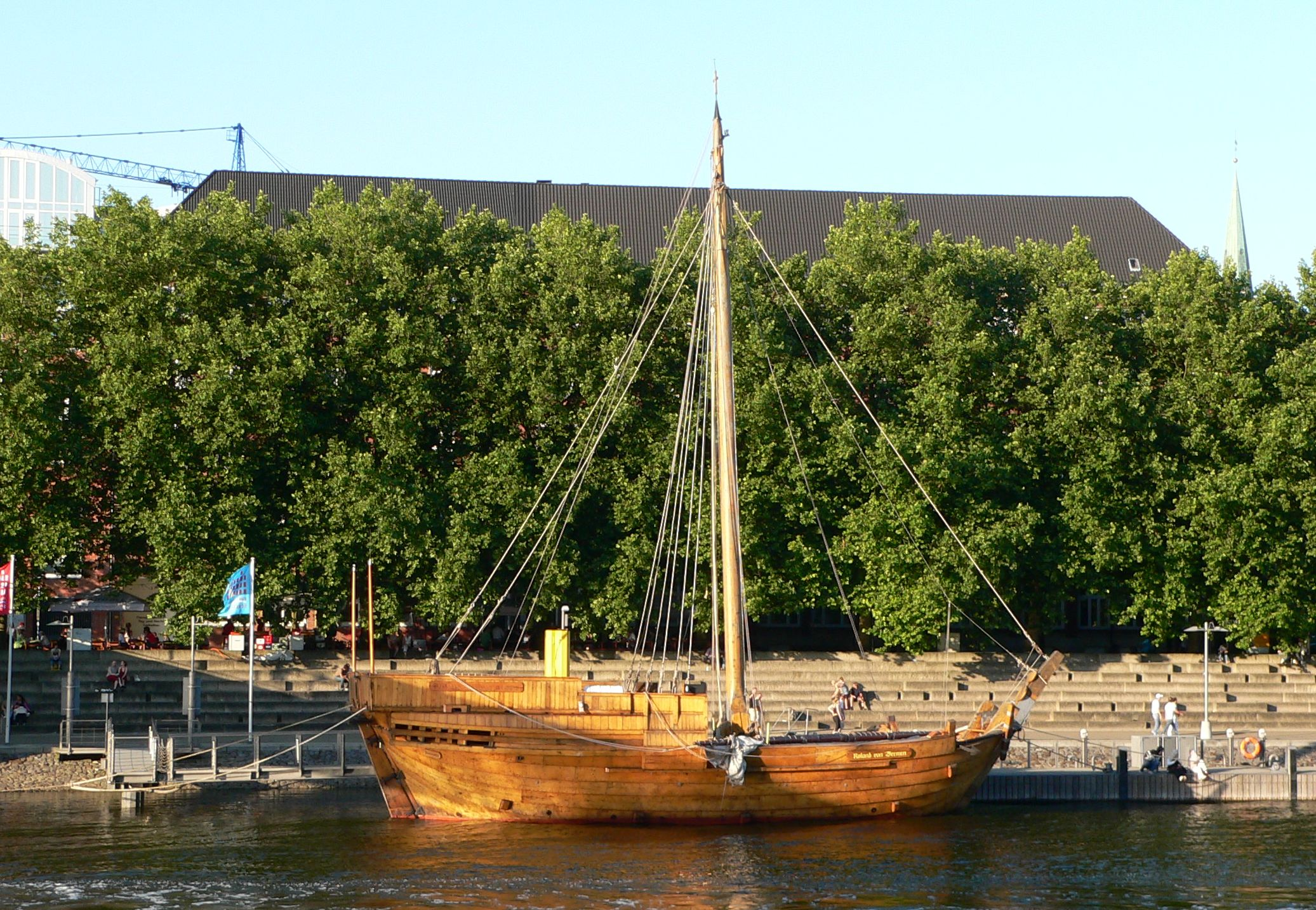
Les coques eren els principals vaixells de transport del nord d'Europa.

El transport de cavalls a l'edat mitjana es feia mitjançant vaixells habilitats per aquesta finalitat que van demostrar ser prou eficaços per a transportar cavalls a les llargues distàncies requerides, ja fos per a la guerra o pel transport en general. Es poden trobar des de la primera part de l'edat mitjana, en tradicions celtes, germàniques i mediterrànies.

## Transport militar de cavalls

### El món mediterrani

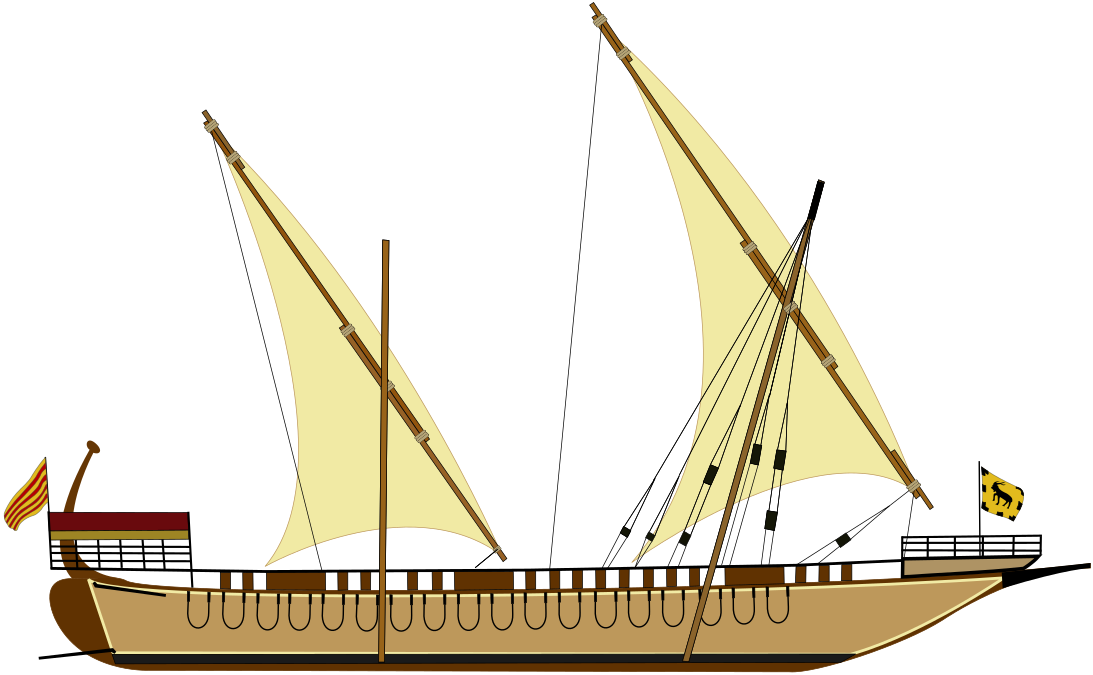
Vista lateral de la tarida catalana Sant Pere de Roma. Utilitzada durant el, va poder portar 15-20 cavalls.

Els romans havien desenvolupat mètodes eficients de transport marítim per a cavalls, que van ser millorats per les nacions àrabs a l'alta edat mitjana; aquests transports es van fer habituals a Europa a partir del segle x. Els transports de cavalls es podien fer a rem o, de vegades, a vela.
La tarida a rem es podia carregar i descarregar directament a la platja, utilitzant unes portes com a rampes de càrrega. El 1174 una força italo-normanda va atacar Alexandria amb 1.500 cavalls transportats en 36 tarides. Existeixen especificacions detallades per a les tarides del segle xiii, que mostren que podien portar de 20 a 30 cavalls. A les tarides angevines, els cavalls estaven lligats de tres en tres, subjectat per corretges de lona. El 1246, les tarides genoveses portaven 150 botes d'aigua que contenien 39.750 litres en total.
També es van construir vaixells de transport de cavalls a vela, coneguts com a usciere en italià (francès huissiers ; llatí usserii). Aquests usciere tenien dues cobertes i podien transportar fins a 100 cavalls. Els cavalls es carregaven a través d'unes obertures fetes al buc, que es segellaven durant el viatge. Un usciere venecià construït per a Lluís IX el 1268 feia 25,76 m de llarg, amb una mànega de 6,1 m, tenia dues cobertes i dos pals.

### Nord d'Europa

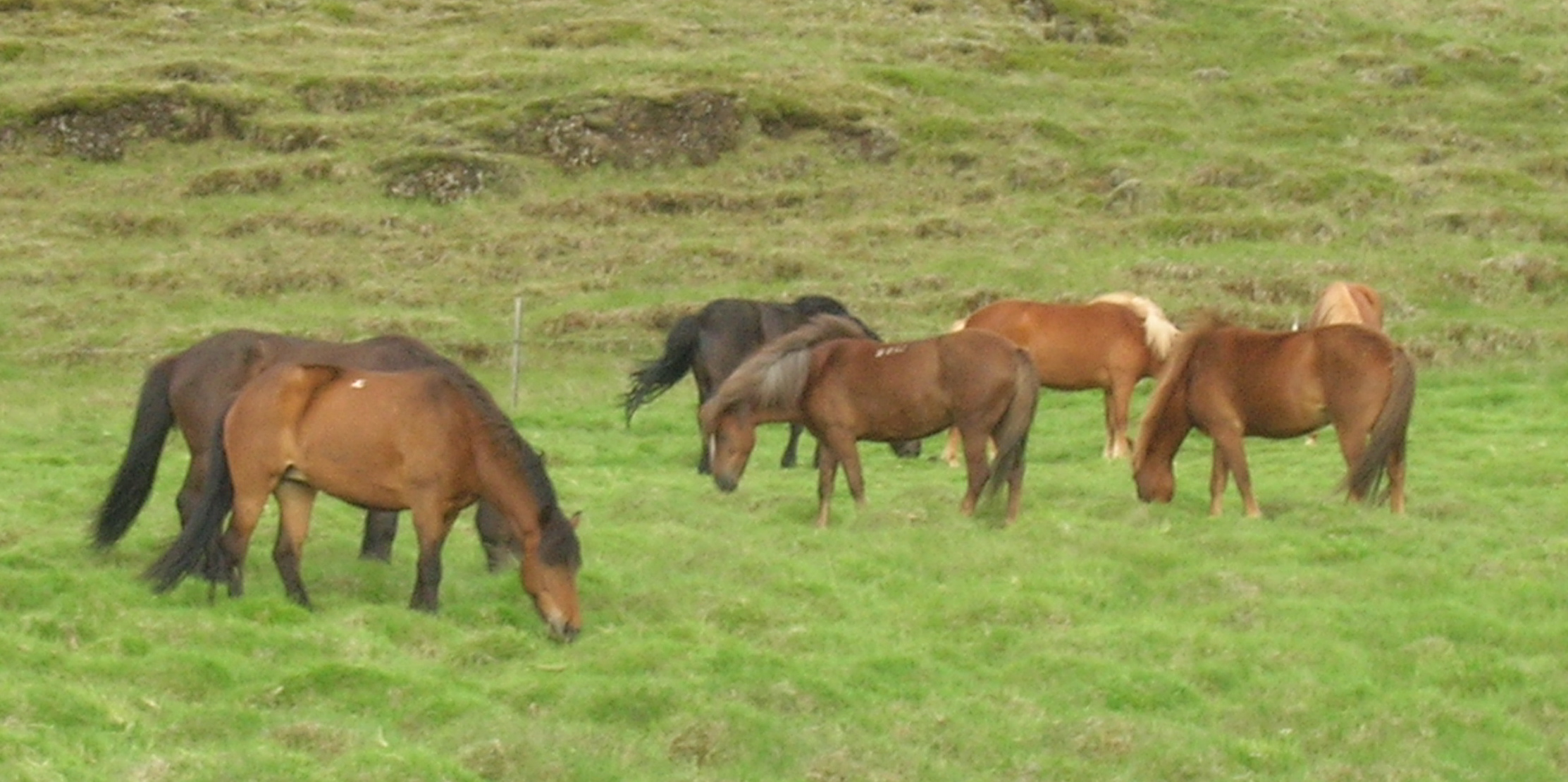
Els cavalls islandesos van ser transportats per vaixells nòrdics a Islàndia per colons al segle IX

Els registres de transport de cavalls abunden durant tot el període, que reflecteixen els canvis en la guerra. Per exemple, els escandinaus havien adaptat la tecnologia del transport de cavalls al segle XII com a part del seu allunyament de la infanteria tradicional vikinga. La primera il·lustració que mostra aquest transport de cavalls a l'Europa occidental es troba a la representació del tapís de Bayeux de la conquesta normanda d'Anglaterra. Aquesta particular aventura militar va requerir el trasllat de més de 2.000 cavalls des de Normandia.
La petita mida de molts vaixells de transport disponibles i la necessitat de portar farratge i aigua en tots els viatges, excepte els més curts, restringien el nombre de cavalls que es podien transportar. Els registres del segle xiii mostren entre 8 i 20 cavalls. El 1303 vaixells que transportaven cavalls entre Escòcia i Irlanda transportaven entre 10 i 32 animals.
L'adaptació d'un vaixell per al transport de cavalls requeria la instal·lació d'algun tipus d'estabulació feta amb petites barreres de fusta. Els registres detallats de l'adequació d'una flota anglesa de 1340 mostren la creació de 418 barreres, 413 anelles i grapes de ferro, civaderes de lona i la creació de quatre passarel·les de 30 peus de llarg per 5 d'ample, per a la càrrega. Registres similars del 1338 mostren que 47 vaixells estaven equipats amb 134 botes per transportar aigua per als cavalls. No està ben definit si els vaixells anglesos utilitzaven corretges de lona per subjectar els cavalls com era pràctica en la mediterrània contemporània. L'historiador militar Michael Prestwich especula que sí que ho van fer i és recolzat per l'historiador naval Ian Friel, que creu que les referències a les civaderes referides anteriorment s'haurien de traduir com a corretges de lona.

### Conquesta de Nàpols

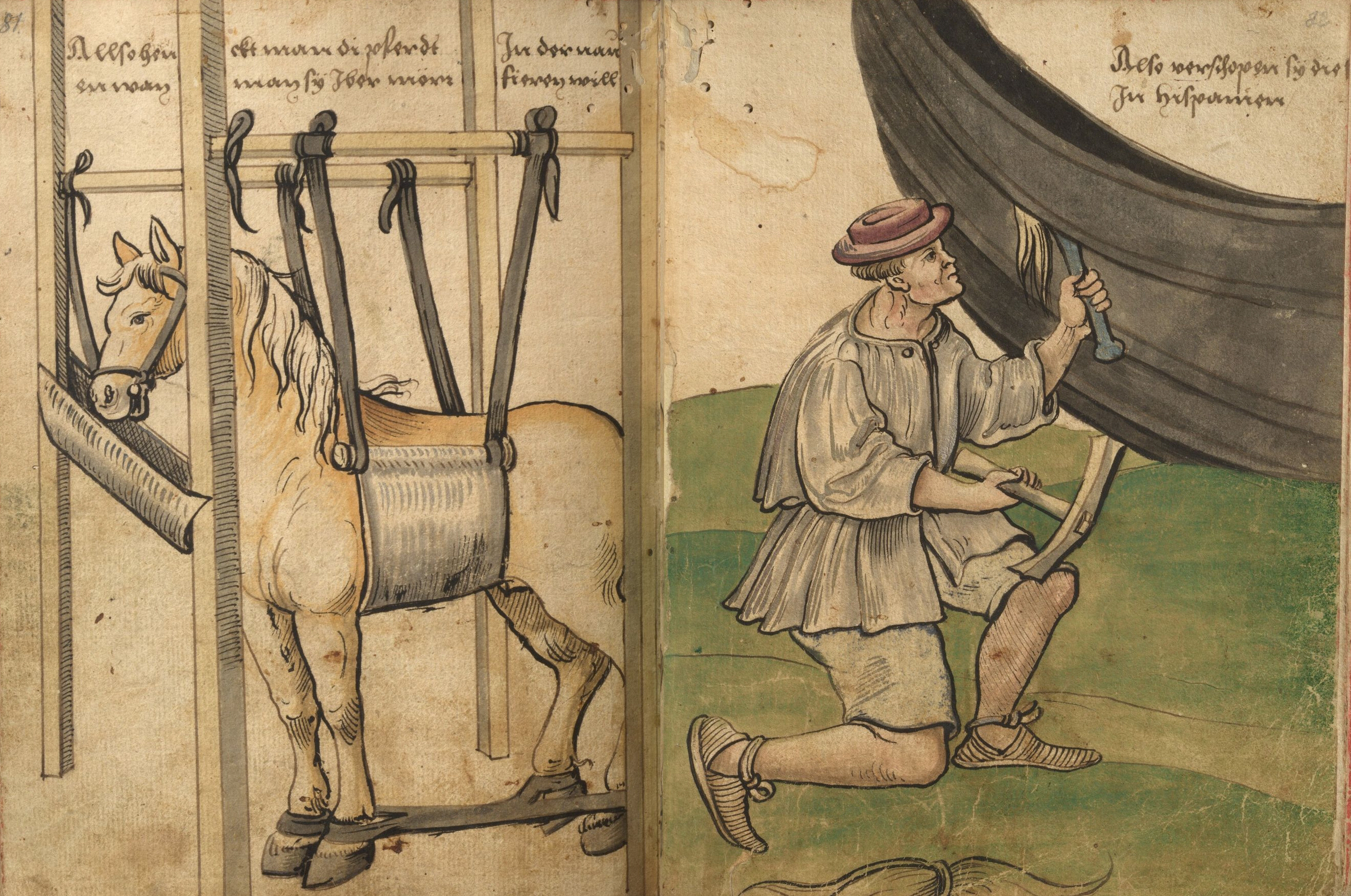
Com es penjaven els cavalls dins les tarides catalanes segons Christoph Weiditz. La imatge documenta la subjecció dels cavalls i la necessitat de calafatar la porta de càrrega un cop embarcats els cavalls.

Alfons el Magnànim va succeir al seu pare Ferran a tots els seus regnes. S'havia casat a València el 12 de juny de 1415, amb Maria de Castella però no van poder tenir fills; la va deixar com lloctinent i a la cort de Nàpols es va enamorar de la noble Lucrezia d'Alagno, que un cop assolida la conquesta va esdevenir la reina "de facto", així com la seva musa inspiradora.
Al 1420 Alfons posseïa gran part de Còrsega i també reclamava l'illa de Sardenya, que estava en poder de Gènova, finalment, va iniciar la conquesta de Nàpols salpant el 1433 des de Barcelona amb 200 mil magranes de pólvora i amb un estol de galeres i 13 tafurees carregades amb mil cavalls.
| « | Portava lo rei Alfonç XIII tafurees caregades de cavals on anaven M cavals. | » |

## Transport de cavalls per al comerç
El desenvolupament i la construcció de vaixells de transport de cavalls per al seu ús durant la guerra va fer que fos fàcil transportar cavalls per a la seva cria i compra durant el temps de pau. Després de l'èxit de la conquesta normanda d'Anglaterra per Guillem de Normandia, es va continuar portant cavalls a l'altra banda del cana des de Normandia amb finalitats reproductores, millorant la sang dels cavalls anglesos. En el moment de la Guerra dels Cent Anys, el govern anglès va prohibir l'exportació de cavalls en temps de crisi.

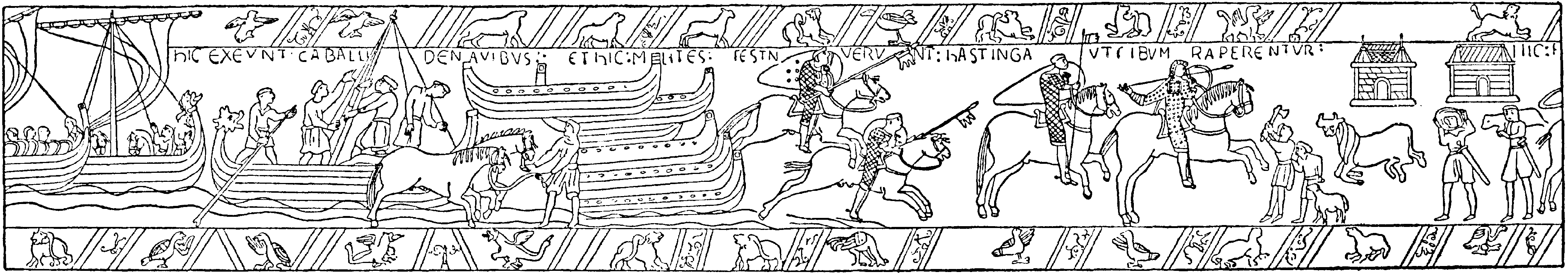
Aquesta secció del Tapís de Bayeux mostra els cavalls descarregats durant la invasió d'Anglaterra de Guillem el Conqueridor el 1066. Va portar més de 2000 cavalls amb ell a través del Canal.